# اچ‌ام‌اس ئی۵۲
اچ‌ام‌اس ئی۵۲ (به انگلیسی: HMS E52) یک زیردریایی بود که طول آن ۱۸۱ فوت (۵۵ متر) بود. این زیردریایی در سال ۱۹۱۷ ساخته شد.